# Calide Alcáceri
Calide ibne Abedalá Alcáceri (em árabe: خالد بن عبد الله القسري; romaniz.: Khālid ibn ʿAbdallāh al-Qasrī; m. 743) foi um árabe que serviu ao Califado Omíada como governador de Meca no século VIII e do Iraque de 724 a 738. Este último posto, que implicava o controle de todo o califado oriental, fez dele um dos oficiais mais importantes durante o período crucial reinado do califa Hixame ibne Abedal Maleque (r. 724–743). É mais notável por seu apoio às tribos iemenitas no conflito com os caicitas, que dominaram a administração do Iraque e do Leste sob seu predecessor e sucessor. Após sua demissão, foi duas vezes preso e torturado por seu sucessor, morrendo em 743.

## Vida

### Origens e primeiros anos
Calide nasceu em Damasco. Era um membro do clã Cácer dos tiamitas, uma subtribo dos bájilas, da qual seu bisavô Assade ibne Curze Alcáceri é dito por algumas tradições ter sido o chefe nos tempos de Maomé, e é considerado um dos os companheiros do profeta (sahaba). Outras tradições, no entanto, hostis a Calide, relatam que Assade era um escravo judeu fugitivo. O avô de Calide, Iázide, foi um apoiador proeminente dos omíadas na Primeira Fitna, enquanto o pai de Calide, Abedalá, ficou do lado de Abedalá ibne Zobair na Segunda Fitna, mas acabou sendo perdoado pelo califa Abedal Maleque ibne Maruane (r. 685–705). A mãe de Calide era cristã.
Calide possivelmente serviu como governador de Rei em 702, mas sua primeira nomeação segura é como governador de Meca. As datas dessa nomeação não são claras, pois Atabari menciona sua nomeação duas vezes em 707/8 e 709/10, sob Ualide I (r. 705–715), mas outras tradições relatam que já ocupava o cargo sob Abedal Maleque em 705. Da mesma forma, embora seu mandato tenha terminado com a ascensão de Solimão em 715, o historiador Alasraqui relata as tradições de que continuou a governar Meca até o reinado de Solimão. Seu governo de Meca é lembrado principalmente por atos como a decoração da Caaba com ouro ou medidas para regular o culto local, como a segregação de gêneros durante o tauafe. Calide também construiu uma fonte, a mando do califa, para servir aos peregrinos, e se gabou de sua superioridade em relação à água amarga do sagrado Poço de Zanzã. Durante esse tempo, também declarou que estaria disposto, como uma medida de sua lealdade à dinastia, se o califa assim ordenasse, demolir a Caaba e transportá-la para Jerusalém.

### Governo do Iraque
Após sua demissão de Meca, é mencionado a seguir como um dos dois emissários enviados pelo califa Iázide II (r. 720–724) ao ex-governador do Iraque, Iázide ibne Almoalabe, na esperança de evitar sua rebelião. Em 724, com a ascensão de Hixame ibne Abedal Maleque (r. 724–743), Calide foi nomeado governador do Iraque, substituindo Omar ibne Hubaira. Sua autoridade se estendia por todo o califado oriental, exceto o Coração, que às vezes era separado da autoridade do Iraque. Quando o Coração esteve sob sua jurisdição, nomeou seu irmão, Assade, para seu governo (725-727 e 734-738).
Como sua tribo nativa Bajila era relativamente fraca e desalinhada no conflito generalizado entre os grupos tribais caicitas e iemenitas do período, a nomeação de Calide para o Iraque pode ter sido uma medida destinada a acalmar a situação lá, que havia sido exacerbada pela repressão brutal de a rebelião moalabita pelo exército caicita siro-jazirano e o subsequente regime solidamente caicita de ibne Hubaira. No evento, entretanto, o tiro saiu pela culatra: os caicitas se ressentiram de Calide por sua substituição de seu campeão, ibne Hubaira, enquanto os próprios iemenitas não o apoiaram, embora tenha ocupado sua administração com iemenitas; foi apenas sua substituição em 738 por outro governador caicita, Iúçufe ibne Omar Atacafi, que confirmou Calide como um governador "iemenita" na tradição posterior.
Os detalhes de sua longa gestão são relativamente desconhecidos. Com exceção da supressão de uma revolta carijita de Balu ibne Bixer Axaibani no norte e de um movimento extremista xiita de Almuguira ibne Saíde em Cufa e de Uazir Assiquetiani em Hira em 737, seu governo parece ter sido geralmente pacífico. Também é considerado responsável pela execução de Jade ibne Dirã, uma "figura bastante sombria associada a uma variedade de doutrinas religiosas" (Hawting). Durante sua gestão, empreendeu extensos projetos de irrigação e recuperação de terras, dos quais acumulou uma enorme fortuna. Seu governo também foi marcado pela cunhagem de moedas de alta qualidade, aumentando, por ordem de Hixame, o peso do dirrã de prata de seis para sete daniques. Após sua demissão, essa mudança foi revertida. Calide também é acusado por algumas tradições posteriores de ter sido ambivalente ou até hostil em relação ao Islã. É apresentado como um cético ou ateu (zindique) e favorável aos grupos não muçulmanos, especialmente os cristãos: é ridiculamente chamado de "ibne Nacerania" (Ibn Nasraniyya) por causa de seus laços maternos com os cristãos, porque comentou sobre a superioridade do cristianismo em relação Islã, ridicularizou o hafiz, e construiu uma igreja para sua mãe perto da mesquita em Cufa.

### Demissão e morte
As razões para a demissão de Calide em 738 são obscuras. Fontes sugerem que Hixame ficou com ciúmes da riqueza de Calide, mas o verdadeiro motivo parece ter sido a pressão caicita. Calide certamente foi pego de surpresa pela chegada de seu substituto, Iúçufe ibne Omar. Iúçufe prendeu a ele e seus filhos imediatamente e torturou seu predecessor para extrair sua riqueza, uma prática comum durante a transferência de governadores na época. Após dezoito meses, foi libertado e foi para a capital de Hixame, Resafa, e depois para sua cidade natal, Damasco. No entanto, depois que Hixame morreu no início de 743, seu sucessor Ualide II (r. 743–744) vendeu Calide de volta para Iúçufe ibne Omar por 50 milhões de dirrãs. Iúçufe o torturou novamente até a morte, um ato que exacerbou ainda mais a rivalidade caicita-iemenita e levou à queda de Ualide II. Dos filhos de Calide, Iázide tornou-se partidário de Iázide III durante a Terceira Fitna e foi executado por Maruane II (r. 744–750), enquanto Maomé juntou-se aos exércitos abássidas e serviu como governador de Meca e Medina. 